# 多田駿
多田 駿（ただ はやお、1882年（明治15年）2月24日 - 1948年（昭和23年）12月18日）は、日本の陸軍軍人。陸士15期・陸大25期。最終階級は陸軍大将。宮城県仙台市出身。
陸軍きっての中国通（支那通）として知られ、田代皖一郎、橋本群と共に対中穏健派であった。日中戦争が始まると参謀次長に就任。蔣介石政権よりもソ連の脅威を重視する立場から、戦線不拡大を唱えていた。
日中戦争を終わらせる最大かつ最後の機会であった、ドイツ仲介による中国との和平工作（トラウトマン和平工作）を推進し、和平を主張して、日中戦争の無用と、この戦争が如何に日中両国民にとって不幸かを涙ながらに説いた。しかし、中国側の回答が遷延する中、「和平工作の打ち切り」を唱える政府側（近衛文麿首相・広田弘毅外相・杉山元陸相・米内光政海相）に対し、参謀本部を代表して「和平工作の継続」を唱え続けるも、力及ばなかった。
その後、日中戦争拡大賛成派の東條英機（当時は陸軍次官）との対立によって陸軍中央から遠ざけられた。多田は陸軍大臣として中央に復帰する機会が一度あったが、昭和天皇の忌避により実現しなかった。太平洋戦争の開戦を控えた1941年（昭和16年）7月に陸軍大将に親任されたが、陸軍大臣に就任していた東條英機によって、2か月後の同年9月に予備役に編入されて軍歴を閉じた。

## 略歴

### 生い立ちから支那通軍人へ
元仙台藩士で、岩手県の宮古郵便局長を務めた多田継の長男として生まれ、多田平次の養子となった。
東京電信学校を経て、仙台陸軍地方幼年学校に入校し、優等で卒業して銀時計を授与された。陸軍中央幼年学校を経て、1903年（明治36年）に陸軍士官学校を卒業（15期）。1904年（明治37年）3月に陸軍砲兵少尉に任官し、野砲兵第18連隊附。日露戦争に従軍し、旅順攻囲戦に参加した。
1913年（大正2年）11月、陸軍大学校を卒業（25期）。同月、陸士同期で親友であった河本大作（後の張作霖爆殺事件で有名）の妹・睦（むつ）と結婚した。
その後、1917年（大正6年）に北京の中華民国陸軍大学校に教官として招かれたことが、多田にとって中国との本格的な関わりを持つ第一歩となる。この時期、多田は黎元洪大総統の最高軍事顧問であった青木宣純中将の補佐官となり、ついで坂西利八郎少将の補佐官も兼ね、主にシベリア出兵関係の業務を担当した。青木・坂西両将軍とも陸軍屈指の支那通軍人として知られ、多田は二人を師として中国への認識を深めていった。多田によれば、両将軍は他の多くの日本人が中国人を下に見る中、中国人に礼儀を尽くし、それ故好感を持たれていた人物であったという。
シベリア出兵当時、多田は坂西の命令で満洲の視察に出かけているが、その時の印象を次のように記している。

### 満洲国軍政部最高顧問時代
1931年（昭和6年）、満洲事変が勃発。翌1932年（昭和7年）満洲国が成立すると、多田は満洲国軍政部最高顧問となり、満洲国軍の育成を任された。もっとも、国軍と言っても、その実態は東北四省の各軍閥の私兵を寄せ集めたに過ぎず、多田は任務に悪戦苦闘することとなる。それでも多田は満洲国の「五族協和」の理想に共感し、「日本が指導的立場にあっても、力あるものは謙虚に心構え、弱いものの立場を考慮する」「支那の実情を知らない日本人は過った優越感を持っているため、満洲国への入国は最小限に留める」「現地の風俗慣習を尊重し、日本的なやり方を押し付けない」との方針で建軍に力を尽くした。

### 支那駐屯軍司令官時代

#### 華北分離工作と多田声明
1935年（昭和10年）8月、多田は梅津美治郎の後任として、天津に司令部を置く支那駐屯軍司令官に補された。この時期、日本軍は華北分離工作を進めており、華北に旧軍閥の自治政府を作らせるべく画策していた（彼ら旧軍閥は形式的には中国国民党に所属していたが、必ずしも蔣介石に服しているとは言い難かった）。華北を国民政府から分離させる狙いは、関東軍の要求で対ソ戦のためには側背の安全を確保する必要があったこと、また総力戦体制構築のためには華北の資源を確保する必要があったことが挙げられる。
6月には豊台兵変、10月には香河事件という“中国人による”自治運動（もちろん、背後には日本軍部がいた）が起きていた。
こうした状況下、多田は9月24日の記者会見で、
- 北支より反満抗日分子の一掃
- 北支経済圏の独立
- 北支五省（河北省・察哈爾省・綏遠省・山西省・山東省）の軍事的協力による赤化防止

の三点を強調、北支五省連合自治体結成への指導を要する、との声明を出し、中国側を刺激することとなる。
この「多田声明」は大問題となり、広田弘毅外相は正式な声明ではなく、記者団に対する談話であると釈明するほどであった。「多田声明」が多田の本意であったかは定かではないが（現在の研究では、幕僚が用意したものという見方もある）、いずれにせよ多田の失点となったことは間違いない。
その後、日本軍部の圧力により、11月25日に冀東防共自治委員会（12月25日に冀東防共自治政府と改称）が成立した。しかし、これは自治の名を借りた傀儡政権であり、このようなやり方に多田は冷淡な態度をとったという。
なお、中国側は日本の圧力をかわす目的で12月18日に冀察政務委員会をつくり、華北には性格の異なる二つの自治政権が誕生することになった。
1936年、多田は冀察政務委員会の委員長・宋哲元と防共協定を結んだ。

#### 対支基礎観念
もっとも、多田は「孤掌不鳴」を座右の銘にしており、対支政策においても「日中の共存共栄を基調とする」と説いて、「対支基礎観念」というパンフレットを作成、配布していた。多田によれば、華北では少なからぬ日本人が中国人を侮蔑し、中には中国官憲を無視して悪事をなす者がいたため、日本人の自省を促す必要があったという。
「対支基礎観念」の要旨は、
- 日本人は過った優越感を捨てよ
- 中国の独立を尊重し、中国民族の面目を保持するよう心がけよ
- 日本の不正不義の取り締まり、不良日本人を即時追放せよ
- 職業的親日派を排撃せよ

というもので、多田は実際に憲兵を使って密輸の取締等を行っていた。
このように日中親善を志した多田であったが、天津在任はわずか9か月で終わり、無念の帰国となった。
多田を標的としたテロ事件も起きた。1935年（昭和10年）12月17日、天津日本租界の支那駐屯軍司令官官邸の近くで、何者かが予め仕掛けた爆弾が炸裂し、中国人1名が重傷を負う事件があった。
なお、多田が現地の人から慕われていたことを示すエピソードとして、「駿様、御在任僅かに一ヶ年なりしも、天津市長をはじめ中国の要人の信望篤く、離任に際しては北京市長夫人主催の万寿山にての送別の宴など丁重なるお心づくし、感銘の至りなり」という睦夫人の回想がある。

### 参謀次長として

#### 盧溝橋事件をめぐる不拡大派と拡大派の対立
1937年（昭和12年）7月7日、盧溝橋事件が起きた。盧溝橋事件自体は「闇夜における犯人不明の射撃に端を発した小規模な紛争」に過ぎなかったが、結果的にこれが日中戦争の始まりとなった（当初の日本側呼称は北支事変。9月2日から支那事変へと変更）。
当時の参謀本部は閑院宮載仁親王参謀総長は皇族、今井清参謀次長は重病であったため、事実上のトップは石原完爾作戦部長であった。石原は事変について不拡大派であり、満洲国の育成に専念して対ソ戦に備えるべきで、中国との戦争は長期消耗戦に陥ると主張していた。しかし、陸軍部内の多くは、この際中国に一撃を加えて懸案を解決すべきとの意見であった。
このような不拡大派と拡大派の対立は、7月11日の政府による内地三師団派兵声明が、動員決定と中止を三度繰り返したことに如実に現れているが、25日の廊坊事件、26日の広安門事件により、現地支那駐屯軍は総攻撃を決意、政府は派兵を最終決定し、事態は拡大の一途を辿った。

#### 日中戦争の本格化と多田の参謀次長就任
1937年（昭和12年）8月に第二次上海事変が起こると、日中両国は全面戦争の段階になる。同じく1937年（昭和12年）8月、今井清のあとをうけ、多田は参謀次長に就任した（石原作戦部長の推挽とされる）。多田は、石原、河辺虎四郎戦争指導課長、陸軍省の柴山兼四郎軍事課長と同じく不拡大派であった。多田と石原は、苦戦する上海への増兵を容易に認めず、華北方面でも限界線を示して事変の拡大阻止に努めた。しかし、上海では兵力の逐次投入により大損害を被り、華北では現地軍の積極論に押し切られてしまう。この結果、9月27日に石原は更迭され、関東軍の参謀副長へ転出となった（この時、関東軍の参謀長は東条英機であり、石原と鋭く対立したという。両者の確執は後の石原の処遇に暗い影を落とすことになる）。

#### トラウトマン和平工作を推進
1937年末、多田は蔣介石との講和のタイミングと見て、ドイツ仲介による和平工作を展開する。この工作は元々、石原作戦部長が馬奈木敬信中佐を通じて、ドイツ大使館付武官オイゲン・オット少佐と極秘裏に交渉を進めていたもので、多田が後を引き継いだ形となった。
多田は本間雅晴情報部長と共に秘密工作を進め、馬奈木の上海派遣を決定した。馬奈木は戦線視察を名目にオットと上海に渡り、10月26日にオスカー・トラウトマン駐華ドイツ大使と会談。日中和平の仲介を要請して、トラウトマンから快諾を得た。
同じ時期、広田外相もヘルベルト・フォン・ディルクセン駐日ドイツ大使に和平の仲介を依頼しており、ここにトラウトマンを通じた日中の交渉ルートが設定されることになった。
多田が中心となって推進したこの和平工作は、現代では「トラウトマン和平工作」と呼ばれ、
と評されている。
11月2日、広田外相からディルクセン大使に日本側の和平7条件が示された。ディルクセンは、この条件なら中国側は受諾可能と判断し、5日にはトラウトマンから蔣介石に日本の和平条件が伝えられた。
しかし、蔣介石はこの和平条件を拒否。11月3日にブリュッセルで開幕した九カ国条約会議（日本は不参加）の動向に期待してのことであったが、会議の結果は日中の武力衝突に対して即時停戦を勧告したものの、中国が望んだ対日制裁は行わないものであった。また、この時期、蔣介石はソ連に派兵要請をおこなっていたが、結局ソ連は動かず、ここでも期待を裏切られることとなる。事ここにいたり、蔣介石は日本の和平条件を再考することになった。
この間、トラウトマンを通じた和平交渉の詳細は、オットから本間情報部長へもたらされたが、多田以外には伝えない徹底ぶりであった。
12月2日、蔣介石はトラウトマンに講和条約の基礎として日本の要求を受諾することを伝えた。12月7日、ディルクセン大使は中国側の意向を広田外相に伝えたが、広田は最近の日本の軍事的成功を踏まえて、和平条件の変更を示唆したのであった。
激戦となった上海戦は11月9日までに終結しており、中国側は最精鋭部隊が壊滅、投入兵力70万のうち19万の犠牲を出す大損害を被っていた。一方、日本側は上海で作戦を打ち切る予定であったが、現地軍の要望に押され戦線は拡大していった。多田は現地軍の南京追撃を一度は押し止めたものの、結局は現地軍の積極論が勝り、12月1日に南京攻略命令が出される状況であった。
12月21日、日本の新たな和平条件が決まったが、12月13日に南京を攻略したこともあり、和平条件は次々と加重され、前案に比べて格段に苛酷なものに変わった。日本の新和平条件は、22日に広田外相からディルクセン大使へと伝えられた。ディルクセンは中国側の受諾は絶望的、との見解を示した。
この新和平条件について、中国側の反応は否定的であった。ただし、12月末の国防会議で和平受諾を決定したという説、あるいは政府首脳が和平受諾に傾いたものの、蔣介石の了解を得る前に日本から交渉を打ち切られたという説もある。蒋介石の日記には「日本の条件と方式はこれほど苛酷であるのだから、わが国は考慮しようがなく、受諾のしようもない。これを相手にしないことを決しても、内部的紛糾は起きないだろう」とあるが、蒋の抗戦論は国防会議で支持を得ることができなかったとされる。事実、「蒋を除く党政軍の責任者はみな、日本と戦争を継続することに反対」であった。確かなことは、中国は回答を急がなかったということであり、このことは日本側から遷延策とみなされることになる。
新和平条件に対する中国からの回答を待つ間、日本側では政府・陸軍省を中心に交渉打ち切り論が台頭した。これに対して、参謀本部は交渉打ち切り論を抑えて、交渉期限の引き延ばしを図る一方、御前会議の開催を要請する。1月11日の御前会議では和戦両様案が採択され、中国政府が日本の要求に応じない場合は「以後これを相手とする事変解決には期待を掛けず、新興支那政権の成立を助長する」すること、要求に応じる場合は、中国が誠意を持って和平条件を実行するならば条件緩和もあり得ることを決定した。
日本側は15日までに中国から満足すべき回答がなければ交渉を打ち切ることを申し合わせたが、14日に到着した中国の回答は日本の和平条件は曖昧であるから、具体的な細目条件を示して欲しいという趣旨のものであった。政府は中国の回答を誠意なしとみなして交渉打ち切りへと傾くが、参謀本部はなお交渉継続を主張、こうして15日の大本営政府連絡会議は政府と統帥部の全面対決となった。

#### 和平工作の打ち切り
1938年（昭和13年）1月15日の大本営政府連絡会議では、トラウトマン和平工作の打ち切りを主張する広田弘毅外相に対し、多田は「この機を逃せば長期戦争になる恐れがある」として交渉継続を主張した。
多田を除く列席者は、次々に和平工作の打ち切りを主張した。
列席者の中で唯一、和平工作の継続を主張する多田は、涙ながらに訴えた。
午前に始まった大本営政府連絡会議は、ただ一人、和平工作の打ち切りに反対する多田の抵抗によって夕刻まで続いた。政府側は、内閣総辞職を何度も示唆することで多田の説得を図ったという（児島襄『天皇III 二・二六事件』より）。大本営政府連絡会議の結論は「和平工作の打ち切り」であった。
多田の最後の発言が記録されている。
それでもなお、参謀本部は巻き返しを図った。戦争指導班の堀場一雄少佐は、統帥権独立を活かして帷幄上奏を行うことを画策し、閑院宮参謀総長の上奏を近衛首相の上奏よりも前に手配することで和平の道を残そうとした。しかし、昭和天皇は、参謀本部が決まったことをひっくり返そうとしていると懸念し、先約していた近衛の上奏を優先した。閑院宮の帷幄上奏の内容は、多田の最後の発言と同じ主旨（連絡会議決定には不同意、しかし内閣崩壊の影響を考慮して政府に一任）であった。参謀本部は天皇の再考を期待したが、結局、翌16日、近衛首相は「以後蔣介石は交渉相手としない」旨を宣言した（第一次近衛声明）。
さらに問題は続く。16日夜にはトラウトマンがドイツ大使館に送った電報の内容が参謀本部で解読され、中国側の態度は「脈あることは勿論、少なくも文面の表面は和平の誠意を有しあることは事実なり」というものであった。多田は、この事実を天皇の弟である秩父宮雍仁親王を通じて伝えることとし、秩父宮へ伝言を送っている。加藤陽子は「参謀本部が大本営政府連絡会議の席で出張した方針は、蒋介石の反応を正確に捉えていたという点で、国益にかなっていたことが暗号解読によって事実とわかった。強硬策をとった政府の側、そして『統帥部に脈ありとする根拠ありや』と不審を露わとした御下問をおこなった天皇の側に非があると、参謀本部の事実上のトップが考えていたことは想像されるだろう」と評している。
多田の在任した一年強の期間、参謀本部は不拡大方針でいた。

#### 東條英機との対立と参謀次長退任
多田は杉山元陸相の更迭を盛んに主張していたが、ここで近衛首相主導の陸相更迭劇が起こる。「国民政府を対手とせず」声明の誤りを悟った近衛が方針転換を図り、不拡大派の石原莞爾に連なる板垣征四郎の陸相起用を画策したのである。近衛は多田と連絡を取りながら杉山の辞職工作を進め、昭和天皇に話を持ち込んだ。昭和天皇は首相と参謀本部の希望ということでこれを容れ、天皇の了解のもと、梨本宮守正王と閑院宮参謀総長が杉山に辞職を勧告した。こうして杉山は辞職に追い込まれ、陸軍三長官会議で後任は近衛の希望通り板垣となった（板垣の陸相就任は6月3日）。西浦進（当時、陸軍省軍務局軍事課予算班長）の言葉を借りると「これは多田、石原、近衛、それに古野（伊之助）という、ああいう実に石原さん一派の人の近衛さんとの通牒による陸軍内クーデター」であった。
杉山更迭は、殊に陸軍次官の梅津美治郎を「統帥権干犯だ」と憤激させたという。板垣着任に先立つ5月30日付で陸軍次官は梅津から東條英機へと交代しているが、この人事は”梅津の怒りの具体化”という梅津説と、そもそも近衛が板垣陸相・東條次官のコンビを希望していたという説に大別される。いずれにせよ、石原系を抑えること、陸軍省勤務経験のない板垣の補佐には事務に秀でたカミソリ東條が適任と考えられたことは共通している。この後、陸軍省と参謀本部の論争は、東條と多田の闘争へと発展していくことになる。
1938年8月、石原莞爾が満洲から帰国したのを機に、多田と拡大派の東條次官との対立が深刻化する。元来、多田は皇族総長の下で実務を取り仕切る「大次長」として、陸軍次官を飛ばして直接、板垣陸相（多田とは陸士の1期後輩であり、仙台陸軍地方幼年学校の同窓で親しい関係にあった）と接触することが多く、東條次官から不快に思われていた側面もあったが、12月に石原が閑職の舞鶴要塞司令官をあてがわれると、この人事を巡って多田と東條が決定的に対立したのであった。多田は板垣に東條の更迭を要求、対する東條も板垣に多田の更迭を交換条件として抵抗した。結局、板垣の裁定で喧嘩両成敗、両者更迭となった。しかし、多田が第3軍司令官に転出となったのに対し、東條は航空総監へ“栄転の形”となったため、多田は憤慨し板垣と絶縁状態になったという。

### 覆された陸相就任
1939年（昭和14年）8月、平沼内閣が総辞職し、後継首相は阿部信行大将となった。阿部内閣の組閣時、多田は板垣陸相の後任として陸軍三長官会議で陸相候補に決定した。候補には他に東条英機、西尾寿造、磯谷廉介の名が挙がっており、中でも東條を推す声が強かったが、板垣を中心とした反対論がこれを制して多田に決まったと考えられている。
しかし、この決定は波紋を起こした。阿部内閣の成立に深く関与した有末精三軍務課長の回想によれば、渡部富士雄防衛課長が部屋に来て「これでは血を見ますよ！」と述べて多田と東條の対立の再燃を警告したという。実際、東條派は多田の陸相就任を阻止しようとし、加藤泊治郎東京憲兵隊長が木戸幸一内務大臣を訪い、多田反対を要請するという一幕があった。また、後継内閣の陸相として新聞に名が挙がったのは磯谷と多田で、この二人のうち磯谷の名が出たのは、東京憲兵隊のリークによる多田就任妨害工作との証言がある。
人事局長の飯沼守少将が第3軍司令官を務めていた多田のいる牡丹江へ承諾を取るために派遣されたが、関東軍に足止めされているうちに、昭和天皇から「陸相には畑（俊六）か梅津（美治郎）を」との思し召しがあった。
関東軍はこの人事に反対であり、植田謙吉関東軍司令官が板垣陸相に大臣留任を懇請する電報を打つなどして抵抗した。また、昭和天皇は新聞報道で磯谷と多田が新陸相候補に挙がっていることを知り、阿部に「新聞に伝えるような者を大臣に持って来ても、自分は承諾する意思はない」と述べたという（天皇が磯谷・多田を拒絶した背景には、石原（派）への警戒感と推測されている）。昭和天皇は、盧溝橋事件（当時は現地軍の謀略ではないかとの疑惑があった）、張鼓峰事件、防共協定強化問題、ノモンハン事件等で板垣陸相への不信感や陸軍の無統制ぶりへの怒りをつのらせており、自ら一線に立って陸軍を統制する決意であった。天皇自ら陸相を指名したことは「事実上の親政宣言」との指摘もある。
結局、陸軍三長官会議のやりなおしにより、陸相候補は畑となったため、多田陸相は実現しなかった。なお、陸軍三長官会議で決定した陸相候補が覆されたのは、多田の事例が最初で最後であった。
筒井清忠は次のように評する。

### 予備役へ
1941年（昭和16年）7月、陸軍大将に親任されると同時に軍事参議官に親補されるが、2か月後に予備役に編入された。同じく陸士15期の陸軍大将である梅津美治郎や蓮沼蕃は現役のままであり（両名とも、昭和20年に陸軍が消滅するまで現役であった）、多田は、陸軍大臣の東條英機（多田が参謀次長、東條が陸軍次官であった時に確執があった）によって予備役に追いやられたとされる。
東條が、陸軍大臣としての職権で予備役に追いやったとされる陸軍将官は、多田の他にも複数名いる。
太平洋戦争中には、多くの予備役の将官が召集されて軍務に就いたが、多田は召集を一度も受けず、館山市に居を構え、帰依する良寛の書を読むなど自適の生活を送り、1945年（昭和20年）の終戦を迎えた。
1945年（昭和20年）12月、A級戦犯容疑者に指定されたが、巣鴨プリズンに収容されることはなく、極東国際軍事裁判の法廷に、検事側（連合国側）の証人として一度出廷したのみであった。なお、多田は検事側証人にもかかわらず、日本の立場の正当性を主張し、A級戦犯として訴追されていた松井石根・板垣征四郎・土肥原賢二を弁護する証言を行った。
1948年（昭和23年）12月18日、館山市の自宅で胃癌により死去。66歳没。死の一週間後に戦犯指定が解除された。陸軍大将にまで栄進した多田であるが、死去した時の資産らしい資産は館山市の自宅のみであり、葬儀の後に残った現金は僅か2千円であった。
多田の墓は東京都内の某寺にあるが、陸士同期生・親友・義兄である河本大作の墓がすぐそばに建っている。河本の墓は地元の兵庫県に建立されているが、分骨により、東京にも墓が建立されたもの。

## 年譜
- 1903年（明治36年）11月 - 陸軍士官学校卒業（15期）。陸士15期の同期生には、梅津美治郎（陸軍大将）、蓮沼蕃（陸軍大将）、河本大作（陸軍大佐）、乃木保典（乃木希典の次男、日露戦争で戦死）など。
- 1904年（明治37年）3月 - 陸軍砲兵少尉に任官。野砲第18連隊附。
  - 7月 - 日露戦争に従軍（1905年6月まで）。旅順攻囲戦に参加。
- 1905年（明治38年）6月 - 陸軍砲兵中尉に進級。
  - 12月 - 陸士生徒隊附。
- 1909年（明治42年）11月 - 陸軍砲工学校高等科卒業。
- 1913年（大正2年）8月 - 陸軍砲兵大尉に進級。
  - 11月 - 陸軍大学校卒業（25期）。
- 1915年（大正4年）6月 - 参謀本部部員。
- 1917年（大正6年）3月 - 中華民国政府に招聘される（北京陸軍大学教官）。
- 1918年（大正7年）11月 - 参謀本部附[81]
- 1919年（大正8年）12月 - 陸軍砲兵少佐に進級。陸軍大学校教官。
- 1923年（大正12年）8月 - 陸軍砲兵中佐に進級。
- 1924年（大正13年）7月 - 欧米出張（1925年2月まで）。
- 1925年（大正14年）5月 - 野戦重砲兵第2連隊附。
- 1926年（大正15年）3月 - 中華民国政府に招聘される（北京陸軍大学教官）。
- 1927年（昭和2年）7月 - 陸軍砲兵大佐に進級。陸軍大学校教官。
- 1928年（昭和3年）3月 - 野砲兵第4連隊長。
- 1930年（昭和5年）3月 - 第16師団参謀長。
- 1931年（昭和6年）3月 - 中華民国政府に招聘される（北京陸軍大学教官）。
- 1932年（昭和7年）4月 - 関東軍司令部附（満洲国軍政部最高顧問）
  - 8月8日 - 陸軍少将に進級。
- 1934年（昭和9年）8月 - 野戦重砲兵第4旅団長[82][83]。
- 1935年（昭和10年）8月 - 支那駐屯軍司令官。
  - 9月24日 - 河北5省分離の構想（冀東防共自治政府の樹立）を公言[84]。
- 1936年（昭和11年）4月 - 陸軍中将に進級。
  - 5月 - 第11師団長に親補される。
- 1937年（昭和12年）8月 - 参謀次長。
- 1937年（昭和12年）8月 - 陸軍大学校長を兼務（1938年3月まで）。
- 1938年（昭和13年）12月 - 第3軍司令官に親補される。
- 1939年（昭和14年）9月 - 北支那方面軍司令官に親補される。
- 1941年（昭和16年）7月 - 陸軍大将に親任され、軍事参議官に親補される。
- 1941年（昭和16年）9月 - 予備役に編入。以降は千葉県館山市で閑居。
- 1945年（昭和20年）12月 - A級戦犯の容疑者に指定される（巣鴨プリズンへの収容は免れた）。
- 1948年（昭和23年）12月 - 胃癌により死去、1週間後に戦犯容疑解除。

## 栄典
位階
- 1904年（明治37年）5月17日 - 正八位[85]
- 1905年（明治38年）8月18日 - 従七位[86]
- 1910年（明治43年）9月30日 - 正七位[87]
- 1915年（大正4年）10月30日 - 従六位[88]
- 1920年（大正9年）11月30日 - 正六位[89]
- 1931年（昭和6年）2月2日 - 正五位[90]
- 1936年（昭和11年）3月2日 - 従四位[91]
- 1938年（昭和13年）12月28日 - 正四位
- 1941年（昭和16年）
  - 8月1日 - 従三位
  - 10月16日 - 正三位

勲章等
- 1940年（昭和15年）
  - 4月18日 - 旭日大綬章[92]
  - 8月15日 - 紀元二千六百年祝典記念章[93]

外国勲章佩用允許
- ドイツ鷲勲章大十字章 ：1940年（昭和15年）1月18日[94]

## その他
- 陸軍大学校教官時代に「支那人1万人の捕虜を得た情況で如何に処理すべきか」との問題を出した[95]。陸大の学生たちは様々に苦心した答案を用意したが、多田の用意していた原案（模範解答）は「武器を召し上げた上全員釈放、正業に就かせる」であった[95]。学生の一人であった有末精三（のちに陸軍中将）の回想による[95]。
- 中国在勤中の多田は川島芳子と親しくしており、川島が多田を「お父さん」と呼ぶ仲であった[74][注釈 10]。
- 多田は、良寛に深く私淑していた[79]。良寛研究の第一人者であった相馬御風と、多田は深い交流を持った[79]。多田が参謀次長に就任した直後の1937年（昭和12年）11月に多田から相馬に最初に書簡を送って以来（多田は、まだ相馬と面識がなかった[79]）、多田が1948年（昭和23年）に死去するまでの間に、多田が相馬に送った書簡で、糸魚川民俗資料館（通称「相馬御風記念館」）[97]が編纂した『相馬御風宛書簡集』に収められているものは72通に上り、軍人から相馬への書簡としては圧倒的に多い[79][98][99]。多田と相馬は、多田のいとこにあたる相馬黒光を介して遠戚であった[99]。
- 多田の長男の多田顕（ただ あきら、2007年に92歳で死去）は経済学者（専攻は日本経済思想史）となり、千葉大学教授、大東文化大学大学院教授を務めた[100]。
- 『資治通鑑』などの歴史書、明・清の時代の兵法書など、約1,200冊の多田の蔵書が、多田顕によって早稲田大学に寄贈され、「宝韜室（ほうとうしつ）文庫」という名称で早稲田大学図書館に所蔵されている[101]。「宝韜室」は多田の書斎号であり、「韜」は弓や剣を収納する袋を意味する[101]。
- 多田は「電信柱のようにひょろ長い身体」と表現される痩身・長身であった[102]。多田顕によると、多田の身長は5尺9寸[注釈 11]であった[102]。多田の評伝を上梓した岩井秀一郎は「単純計算すれば、駿は177センチ[注釈 12]ほどだったことになるが、平均身長が今よりずっと低かった当時においては、かなり目立つ存在だっただろう。」と評している[102]。

## 評伝
- 岩井秀一郎『多田駿伝:「日中和平」を模索し続けた陸軍大将の無念』（2017年3月1日、小学館）ISBN 978-4093798761